# Естілл (Південна Кароліна)
Естілл (англ. Estill) — місто (англ. town) в США, в окрузі Гемптон штату Південна Кароліна. Населення — 1821 особа (2020).

## Географія
Естілл розташований за координатами 32°45′14″ пн. ш. 81°14′28″ зх. д. / 32.75389° пн. ш. 81.24111° зх. д. (32.753861, -81.241189).  За даними Бюро перепису населення США в 2010 році місто мало площу 8,37 км², уся площа — суходіл.

## Демографія
Згідно з переписом 2010 року, у місті мешкало 2040 осіб у 723 домогосподарствах у складі 507 родин. Густота населення становила 244 особи/км².  Було 909 помешкань (109/км²).
Расовий склад населення:
| - 78,1 % — чорних або афроамериканців - 17,7 % — білих - 0,6 % — корінних американців - 0,1 % — азіатів - 2,5 % — осіб інших рас |

До двох чи більше рас належало 0,9 %. Частка іспаномовних становила 4,8 % від усіх жителів.
За віковим діапазоном населення розподілялося таким чином: 27,3 % — особи молодші 18 років, 57,2 % — особи у віці 18—64 років, 15,5 % — особи у віці 65 років та старші. Медіана віку мешканця становила 37,3 року. На 100 осіб жіночої статі у місті припадало 89,9 чоловіків;  на 100 жінок у віці від 18 років та старших — 85,0 чоловіків також старших 18 років.
Середній дохід на одне домашнє господарство  становив 37 045 доларів США (медіана — 30 130), а середній дохід на одну сім'ю — 44 444 долари (медіана — 41 042). За межею бідності перебувало 24,4 % осіб, у тому числі 33,6 % дітей у віці до 18 років та 6,0 % осіб у віці 65 років та старших.
Цивільне працевлаштоване населення становило 968 осіб. Основні галузі зайнятості: освіта, охорона здоров'я та соціальна допомога — 21,6 %, науковці, спеціалісти, менеджери — 20,7 %, виробництво — 16,0 %, роздрібна торгівля — 11,7 %.